# 神野町 (名古屋市)
神野町（じんのちょう）は、愛知県名古屋市熱田区の地名。現行行政地名は神野町1丁目及び神野町2丁目。住居表示未実施。

## 地理
名古屋市熱田区西部に位置する。東は西郊通、西は野立町、南は西野町、北は中出町に接する。

## 歴史
大部分が江戸期まで熱田神宮領の田園であった地域にあたる。

### 町名の由来
当地がかつて熱田神宮の神領であったことから、野立町の小字名「野田」の「野」と神領の「神」を合わせたものである（合成地名）。

### 行政区画の変遷
- 1936年（昭和11年）11月16日 - 南区野立町および熱田西町の一部により、同区神野町として成立する[1]。
- 1937年（昭和12年）10月1日 - 中川区に編入され、同区神野町となる[1]。
- 1944年（昭和19年）2月11日 - 熱田区に編入され、同区神野町となる[1]。

## 世帯数と人口
2018年（平成30年）12月1日現在の世帯数と人口は以下の通りである。
| 町丁   | 世帯数  | 人口  |
| ------ | ------- | ----- |
| 神野町 | 224世帯 | 453人 |

### 人口の変遷
国勢調査による人口の推移
| 1995年（平成7年）  | 447人 | [ WEB 6 ]  |  |
| 2000年（平成12年） | 423人 | [ WEB 7 ]  |  |
| 2005年（平成17年） | 409人 | [ WEB 8 ]  |  |
| 2010年（平成22年） | 466人 | [ WEB 9 ]  |  |
| 2015年（平成27年） | 469人 | [ WEB 10 ] |  |

## 学区
市立小・中学校に通う場合、学校等は以下の通りとなる。また、公立高等学校に通う場合の学区は以下の通りとなる。
| 番・番地等 | 小学校               | 中学校                 | 高等学校 |
| ---------- | -------------------- | ---------------------- | -------- |
| 全域       | 名古屋市立大宝小学校 | 名古屋市立日比野中学校 | 尾張学区 |

## 施設
- アイホン開発センター

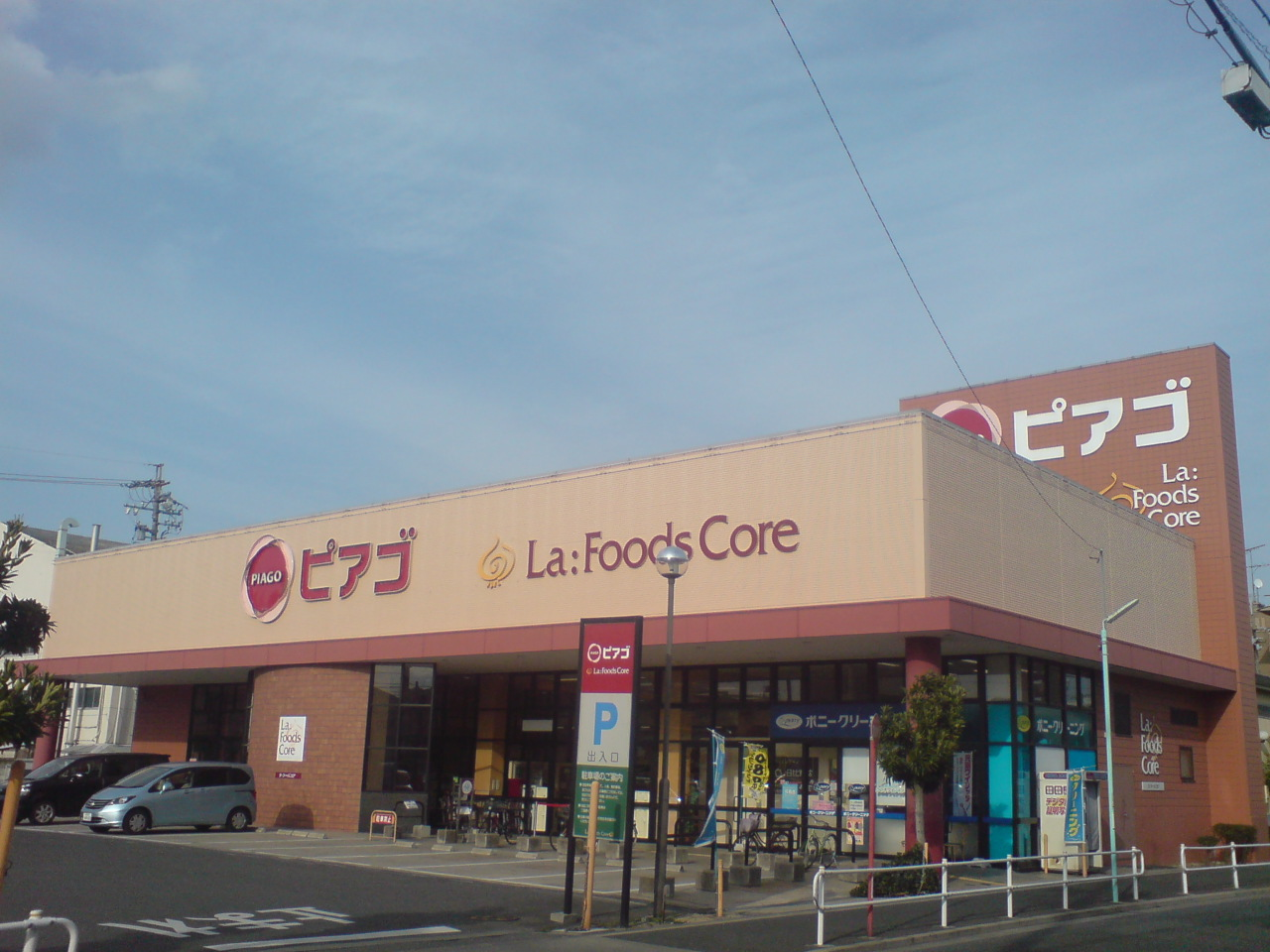
ピアゴ ラ フーズコア神野店
- 隆祥房神野工場
- 日本冷凍食品検査協会名古屋検査所
- 神野公園

1956年（昭和31年）10月15日供用開始。
- ラ・フーズコア神野店

## その他

### 日本郵便
- 郵便番号 : 456-0068[WEB 3]（集配局：熱田郵便局[WEB 14]）。

### WEB
1. 1 2  “愛知県名古屋市熱田区の町丁・字一覧”.   人口統計ラボ. 2017年7月23日閲覧。
2. 1 2  “町・丁目(大字)別、年齢(10歳階級)別公簿人口(全市・区別)”.   名古屋市 (2018年12月20日). 2019年1月6日閲覧。
3. 1 2  “郵便番号”.  日本郵便. 2019年1月6日閲覧。
4. ↑  “市外局番の一覧”.   総務省. 2019年1月6日閲覧。
5. ↑  名古屋市役所市民経済局地域振興部住民課町名表示係 (2015年10月21日). “熱田区の町名一覧”.   名古屋市. 2017年7月23日閲覧。
6. ↑  総務省統計局 (2014年3月28日). “平成7年国勢調査の調査結果(e-Stat) - 男女別人口及び世帯数 －町丁・字等” (CSV). 2019年4月27日閲覧。
7. ↑  総務省統計局 (2014年5月30日). “平成12年国勢調査の調査結果(e-Stat) - 男女別人口及び世帯数 －町丁・字等” (CSV). 2019年4月27日閲覧。
8. ↑  総務省統計局 (2014年6月27日). “平成17年国勢調査の調査結果(e-Stat) - 男女別人口及び世帯数 －町丁・字等” (CSV). 2019年4月27日閲覧。
9. ↑  総務省統計局 (2012年1月20日). “平成22年国勢調査の調査結果(e-Stat) - 男女別人口及び世帯数 －町丁・字等” (CSV). 2019年4月27日閲覧。
10. ↑  総務省統計局 (2017年1月27日). “平成27年国勢調査の調査結果(e-Stat) - 男女別人口及び世帯数 －町丁・字等” (CSV). 2019年4月27日閲覧。
11. ↑  “市立小・中学校の通学区域一覧”.   名古屋市 (2018年11月10日). 2019年1月14日閲覧。
12. ↑  “平成29年度以降の愛知県公立高等学校（全日制課程）入学者選抜における通学区域並びに群及びグループ分け案について”.   愛知県教育委員会 (2015年2月16日). 2019年1月14日閲覧。
13. ↑  “都市公園の名称、位置及び区域並びに供用開始の期日” (2019年5月1日). 2019年11月3日閲覧。
14. ↑  郵便番号簿 平成29年度版 - 日本郵便. 2019年01月06日閲覧 (PDF)

### 書籍
1. 1 2 3 4  名古屋市計画局 1992, p. 814.
2. 1 2  「角川日本地名大辞典」編纂委員会 1989, p. 1445.